# Dolina Żabia Białczańska

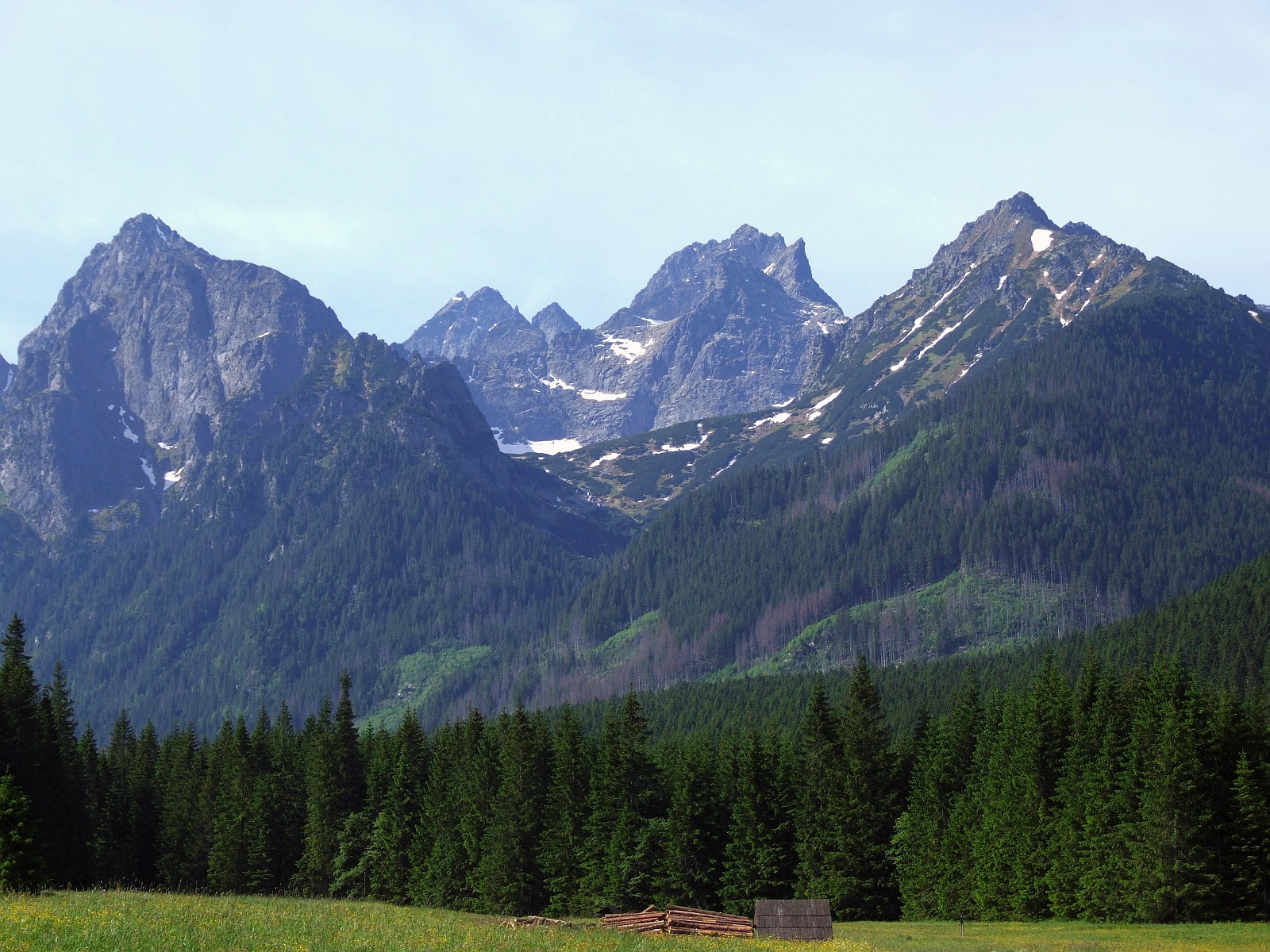
Dolina Żabia Białczańska, widok z polany Biała Woda

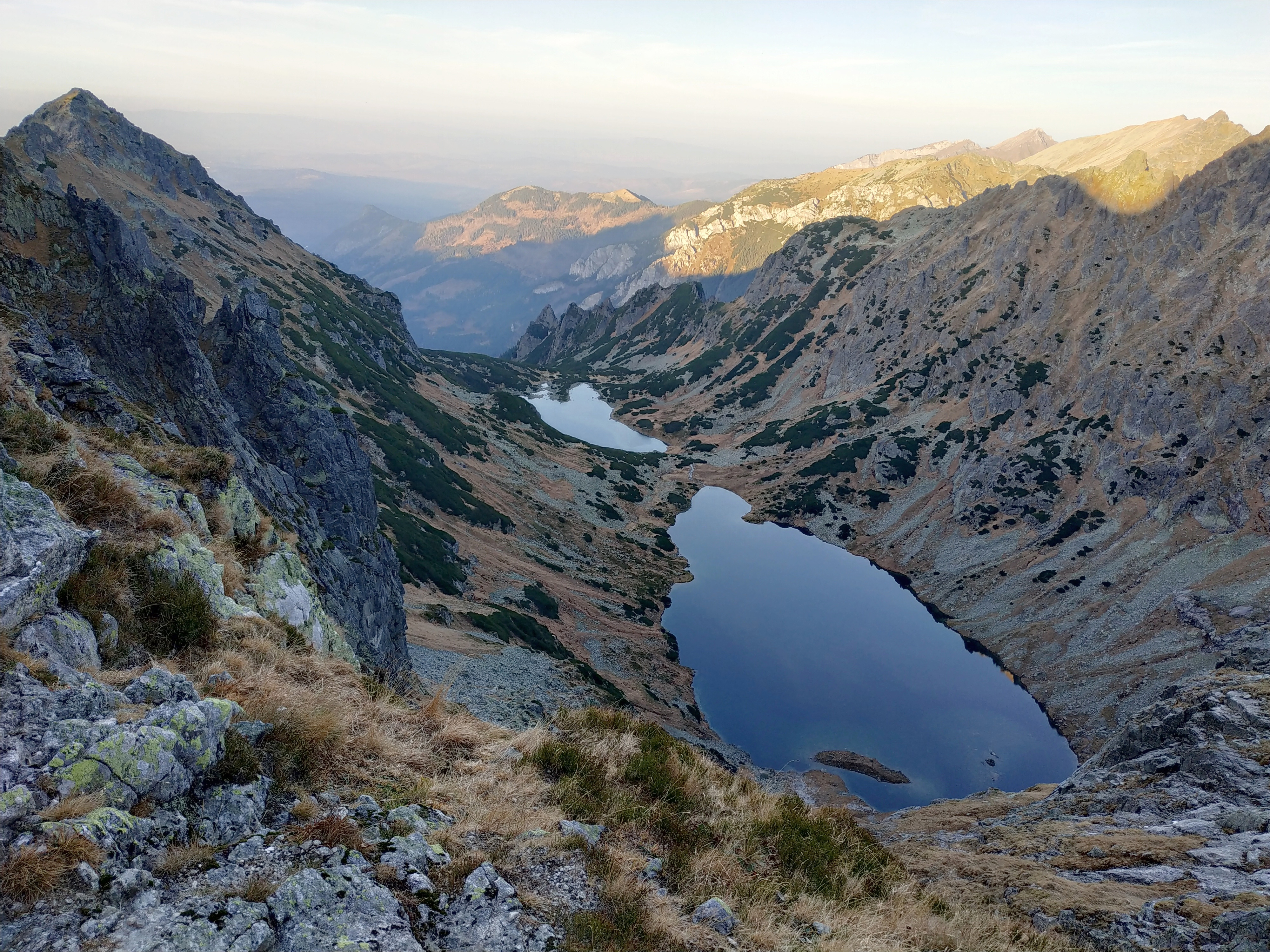
Widok z Żabiej Grani

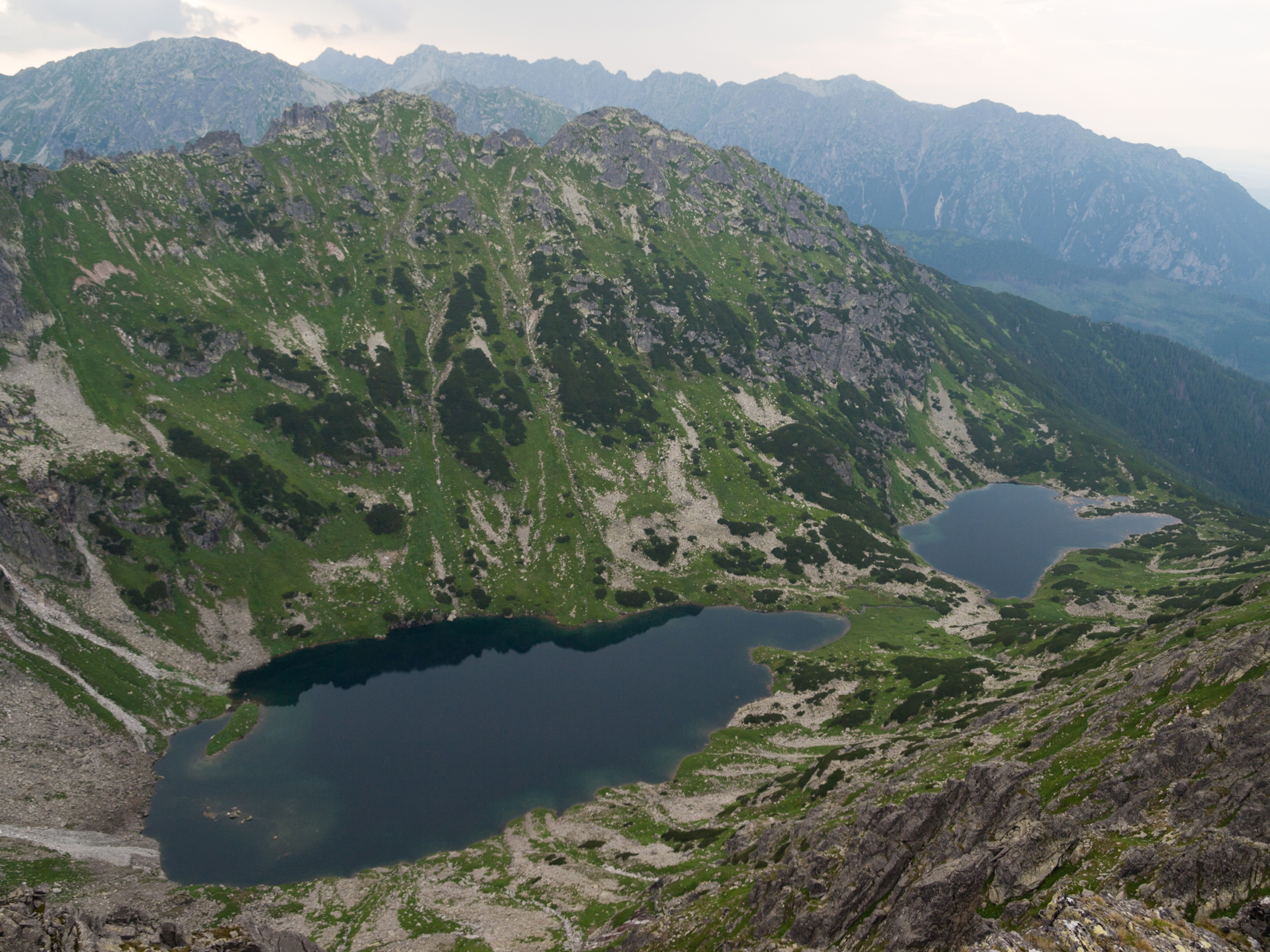
Żabie Stawy Białczańskie, ponad nimi Żabi Szczyt Niżni i Żabia Czuba

Dolina Żabia Białczańska (niem. Tal der Alpengrund-Froschseen, słow. Žabia dolina bielovodská, węg. Poduplaszki-Békás-tavak völgye), zwana także Doliną Żabich Stawów Białczańskich – niewielka (ok. 3,0 km długości, 2,75 km² powierzchni) dolina położona w Tatrach Wysokich, na terenie Słowacji, na granicy z Polską. Jest bocznym odgałęzieniem Doliny Białej Wody (Bielovodská dolina), odchodzącym od niej w kierunku południowo-zachodnim powyżej Polany pod Żabiem (Žabia lúka).

## Topografia
Dolina składa się z dwóch wyraźnie różniących się części. Część dolną tworzy długi, niezbyt stromy i porośnięty lasem próg o deniwelacji 500 m. Część górna to niemal poziomy taras powyżej progu, w większości zajęty przez dwa stawy:
- Niżni Żabi Staw Białczański (Nižné Žabie pleso Bielovodské), położony na wysokości 1676 m,
- Wyżni Żabi Staw Białczański (Vyšné Žabie pleso Bielovodské), położony na wysokości 1699 m[2].

Z Niżniego Żabiego Stawu Białczańskiego wypływa Żabi Potok Białczański (Žabí potok bielovodský), dopływ Białej Wody (Biela voda), łączący się z nią powyżej Polany pod Żabiem.
Górą dolina podchodzi pod Żabi Szczyt Wyżni (Veľký Žabí štít, 2259 m). Zbocza doliny tworzą jej dwie granie
- orograficznie lewe – Żabia Grań
- prawe – grań od Żabiego Wyżniego Szczytu do Młynarzowej Przełęczy i dalej główna grań Młynarza[2].

Dolina Żabia Białczańska graniczy:
- od zachodu z Doliną Rybiego Potoku; rozdziela je Żabia Grań, czyli końcowy odcinek bocznej grani Rysów (Rysy) od Wyżniej Spadowej Przełączki poniżej Żabiego Szczytu Wyżniego przez Żabiego Mnicha (Žabí Mních), Żabi Szczyt Niżni (Malý Žabí štít), Żabią Czubę (Žabia kopa) po grań Siedmiu Granatów (sedem Granátov),
- od południa z Doliną Ciężką (Ťažká dolina) i należącą do niej Dolinką Spadową (Spádová dolinka); rozdziela je grań masywu Młynarza (Mlynár) od Wyżniej Spadowej Przełączki przez Żabi Szczyt Wyżni, Młynarzową Przełęcz (Mlynárovo sedlo, 2087 m) do szczytu Młynarza (Veľký Mlynár, Mlynár, 2170 m), głównego wierzchołka masywu,
- od wschodu z główną częścią Doliny Białej Wody; rozdziela je dalszy odcinek grani Młynarza (Hlavný hrebeň Mlynára) od jego głównego wierzchołka, przez Małego Młynarza (Malý Mlynár, 1975 m), Wyżnią Skoruszową Przełęcz (Vyšné skorušie sedlo, 1780 m) po kończący grań Skoruśniak (Skorušiniak) z kulminacją w Skoruszowej Turni (Skorušiniakova veža, 1804 m)[3].

## Opis doliny
Górale Dolinę Żabią Białczańską wraz z Żabią Granią i jej zachodnimi stokami określali wspólną nazwą Żabie. Pochodzi ona od żab, które licznie występują w tej okolicy. Do 1933 r. w dolinie były wypasane owce przez górali z Jurgowa. Przy górnej granicy lasu stał prymitywny szałas pasterski. W dolinie znajdują się dwie koleby skalne: jedna za północny zachód od Wyżniego Żabiego Stawu, druga na wschód od północnego brzegu Niżniego Żabiego Stawu. Roślinność doliny zachowała się dobrze, a szkody spowodowane pasterstwem dawno już zabliźniły się. Obecnie dolną część porastają bujne lasy, w ich górnym piętrze i w kosodrzewinie licznie występują limby.
Jako pierwsi zimą dolinę odwiedzili Józef Lesiecki i Józef Oppenheim 4 lutego 1914 r. Obecnie Dolina Żabia Białczańska jest położona na obszarze ochrony ścisłej. Nie ma w niej wytyczonych szlaków turystycznych i wstęp do niej jest zabroniony. Ludzie bywają tu bardzo rzadko. Zachowała się tylko jedna ścieżka prowadząca od znakowanego szlaku turystycznego wiodącego dnem Doliny Białej Wody do północnego brzegu Wyżniego Żabiego Stawu (0 w skali tatrzańskiej, czas przejścia 1 godz.)